# Рожнов-під-Радгоштем
Рожнов-під-Радгоштем (чеськ. Rožnov pod Radhoštěm, нім. Rosenau unter dem Radhoscht) — місто у Злінському краю Чехії, за 17 км на північний схід від міста Всетіна на річці Рожновська Бечва біля підніжжя пагорбів Всетін на висоті 378 м.
Населення становить 16 469 жителів на 2018 рік.
Рожнов-під-Радгоштем відомий, зокрема, своїм музеєм просто неба «Волощина». До 1913 року називався просто Рожнов.

## Історія
Вперше Рожнов згадується 1267 року в статуті його засновника, оломоуцького єпископа Бруно фон Шауена.бург Рожновський замок, який був відомий уже в [1310 році, слугував разом із замками Гельфштин і Гуквальді для захисту Моравії від угорських загарбників. Замок був пошкоджений у 1539 році за наказом імператора Фердинанда I, нині він зруйнований повністю.
Від 1548 року до 19-го століття місто перебувало у власності родини Жеротинів, за часів правління яких розвивали виробництва скла, тканої білизни та мусліну. Про їхнє правління нагадує чорний лев у міському гербі.
У 1687 році в Рожнові заклали паперову фабрику, а з 1712 року діє пивоварний завод, побудований Карелом Йіндржіхом з родини Жеротинів. У 1748—1752 роках після попередніх дерев'яних церков була побудована нова, цегляна церква Всіх Святих.
У 1796 році лікар з Брно Франтішек Крочак заявив про цілющий ефект місцевих кліматичних умов і відправив до міста перших чотирьох пацієнтів з легеневими захворюваннями. Відтоді Рожнов став відомий як кліматичний курорт. Пацієнтів лікували жентицею і прогулянками, згодом додалися ванни й електротерапія. На початку 20-го століття тут був спа-курорт, Рожнов був одним із найкращих лікувальних центрів у Європі через сприятливий клімат. Близько 3000 гостей приїжджали щосезону для лікування респіраторних і серцевих захворювань. Серед них був засновник психоаналізу Зигмунд Фрейд, і натураліст Грегор Мендель. Спа-центр зачинено 1953 року.

## Населення
| Рік  | Чисельність | Чисельність |
| ---- | ----------- | ----------- |
| 1869 | 4415        | [ 9 ]       |
| 1880 | 4207        | [ 9 ]       |
| 1890 | 4076        | [ 9 ]       |
| 1900 | 4140        | [ 9 ]       |
| 1910 | 4240        | [ 9 ]       |
| 1921 | 4178        | [ 9 ]       |
| 1930 | 4772        | [ 9 ]       |

| Рік  | Чисельність | Чисельність |
| ---- | ----------- | ----------- |
| 1950 | 4928        | [ 9 ]       |
| 1961 | 7671        | [ 9 ]       |
| 1970 | 10 885      | [ 9 ]       |
| 1980 | 15 468      | [ 9 ]       |
| 1980 | 15 468      | [ 4 ]       |
| 1991 | 17 727      | [ 9 ]       |
| 1991 | 17 727      | [ 4 ]       |

| Рік  | Чисельність | Чисельність |
| ---- | ----------- | ----------- |
| 2001 | 17 845      | [ 9 ]       |
| 2014 | 16 672      | [ 10 ]      |
| 2016 | 16 541      | [ 11 ]      |
| 2017 | 16 477      | [ 12 ]      |
| 2018 | 16 469      | [ 13 ]      |
| 2019 | 16 420      | [ 14 ]      |
| 2020 | 16 398      | [ 15 ]      |

| Рік  | Чисельність | Чисельність |
| ---- | ----------- | ----------- |
| 2021 | 16 280      | [ 16 ]      |
| 2021 | 16 005      | [ 17 ]      |
| 2022 | 16 077      | [ 18 ]      |
| 2023 | 16 205      | [ 19 ]      |
| 2024 | 16 151      | [ 6 ]       |

| Рік  | Чисельність | Чисельність |
| ---- | ----------- | ----------- |
| 1869 | 4415        | [ 9 ]       |
| 1880 | 4207        | [ 9 ]       |
| 1890 | 4076        | [ 9 ]       |
| 1900 | 4140        | [ 9 ]       |
| 1910 | 4240        | [ 9 ]       |
| 1921 | 4178        | [ 9 ]       |
| 1930 | 4772        | [ 9 ]       |

| Рік  | Чисельність | Чисельність |
| ---- | ----------- | ----------- |
| 1950 | 4928        | [ 9 ]       |
| 1961 | 7671        | [ 9 ]       |
| 1970 | 10 885      | [ 9 ]       |
| 1980 | 15 468      | [ 9 ]       |
| 1980 | 15 468      | [ 4 ]       |
| 1991 | 17 727      | [ 9 ]       |
| 1991 | 17 727      | [ 4 ]       |

| Рік  | Чисельність | Чисельність |
| ---- | ----------- | ----------- |
| 2001 | 17 845      | [ 9 ]       |
| 2014 | 16 672      | [ 10 ]      |
| 2016 | 16 541      | [ 11 ]      |
| 2017 | 16 477      | [ 12 ]      |
| 2018 | 16 469      | [ 13 ]      |
| 2019 | 16 420      | [ 14 ]      |
| 2020 | 16 398      | [ 15 ]      |

| Рік  | Чисельність | Чисельність |
| ---- | ----------- | ----------- |
| 2021 | 16 280      | [ 16 ]      |
| 2021 | 16 005      | [ 17 ]      |
| 2022 | 16 077      | [ 18 ]      |
| 2023 | 16 205      | [ 19 ]      |
| 2024 | 16 151      | [ 6 ]       |

|  |